# Château Klinglin
Le château Klinglin est un monument historique situé à Illkirch-Graffenstaden, dans le département français du Bas-Rhin.
Le château a été détruit pendant la Révolution. Il ne subsiste que le parc et le bâtiment de l'orangerie.

## Localisation
Ce bâtiment est situé au 106, route de Lyon à Illkirch-Graffenstaden.

## Historique
L'édifice fait l'objet d'une inscription au titre des monuments historiques depuis 1970.